# Ларионов, Алексей Алексеевич
Алексей Алексеевич Ларионов (12 марта 1922, Вязовка, Симбирская губерния — 1 декабря 2014, Рязань) — участник Великой Отечественной войны, Герой Советского Союза (1945), полковник (2000).

## Биография
Родился в деревне Вязовка (ныне — Инзенский район Ульяновской области). После окончания восьми классов школы переехал в посёлок Южно-Морской (ныне — в черте города Находка Приморского края), где работал токарем на рыбокомбинате. В июле 1941 года Ларионов был призван на службу в Рабоче-крестьянскую Красную Армию. С сентября того же года — на фронтах Великой Отечественной войны. В боях четыре раза был ранен.
К июню 1944 года гвардии капитан Алексей Ларионов командовал ротой 12-го гвардейского стрелкового полка 5-й гвардейской стрелковой дивизии 8-го гвардейского стрелкового корпуса 11-й гвардейской армии 3-го Белорусского фронта. Отличился во время боёв на территории Литовской ССР. 14 июля 1944 года рота Ларионова одной из первых переправилась через Неман к северу от села Мяркине Варенского района и захватила плацдарм на его западном берегу, после чего удерживала его до переправы всего полка. В тех боях Ларионов получил тяжёлое ранение и был отправлен в госпиталь.
Указом Президиума Верховного Совета СССР от 24 марта 1945 года за «мужество и героизм, проявленные в боях» гвардии капитан Алексей Ларионов был удостоен высокого звания Героя Советского Союза с вручением ордена Ленина и медали «Золотая Звезда» за номером 7320.
В 1945 году Ларионов окончил курсы усовершенствования командного состава. С августа 1946 года служил в органах государственной безопасности. В 1953 году Ларионов окончил Центральную школу МГБ СССР. В 1962 году в звании подполковника он был уволен в запас. Жил в Рязани.
Умер 1 декабря 2014 года.
Был также награждён орденами Отечественной войны 1-й степени и Красной Звезды, рядом медалей.